# حومين الفوقا
حومين الفوقا هي إحدى القرى اللبنانية من قرى قضاء النبطية في محافظة النبطية.
تبعد حومين الفوقا 66 كلم (41 مي) عن بيروت عاصمة لبنان . ترتفع 550 م (1804.55 قدم - 601.48 يارد) عن سطح البحر وتمتد على مساحة 776 هكتاراً (7.76 كلم²- 2.99536 مي²).
تتناغم بلدة حومين الفوقا فوق نسيج من هضاب ومنحدرات تتلاقى بالرؤية أو تغيب أوصالها وفرة مائيّة من عيون وينابيع، أطلقت خضرة حقولها وغلال تربتها، وثروة “سنديانية” تنتشرفي حرجين داكنين، وشكّلت بانفتاحها على قرى إقليم التفاح وجاراتها في القضاء عامل تلاقٍ ووصل، كانت المهرجانات الشعريّة الزّجلية اللبنانية أهمّ تجلياتها، فبرز العديد من أبنائها في هذا الفنّ الجميل.
إسمها بالسّرياني يعني الحارّ والمشتعل والمحرور، وقد يكون جمعها حوما، أي حائط وسور تبقّى من قرية، وفي الرواية الشعبية أن إسمها ينسب إلى رجل صالح هو السيّد “محمد حامين” له مقام في البلدة، وجد أبناء البلدة داخل قبره أثناء ترميم مسجد البلدة مصحفاً ربّما من أيّامه.
تبعد 66 كيلومتراً عن بيروت، وعشرة كيلومترات عن مدينة التبطية من الطريق الحديثة المحادية لمجرى نهر الزهراني وعربصاليم، و14 كيلومتراً من طريقها القديمة من خلال عربصاليم. ترتفع 550 متراً عن سطح البحر، مساحتها نحو ثمانية كيلومترات مربّعة، وأهلها نحو خمسة آلاف نسمة يتوزّع المقيم منهم (نحو 50 بالمئة) في عدد من أحيائها السّكنية، أو في التلال المتقابلة، منها: الحارة التحتا، الحارة الفوقا، الدّرجة، الدّيدبة، حجر الطويل.
كانت البلدة قديماً، مقراً لآل منكر حكّام إقليم التفاح، ويتردّد أنّ الأهالي إكتشفوا في اثناء الحفر لبناء جامع ومدرسة حجارة صخرية كبيرة على إحداها نقش اسم علي منكر، فضلاً عن بقايا بناء قديم رجّح أن يكون قصراً لآل منكر، فيها عظام لإنسان ضخم، وفي البلدة كذلك موضع يدعى جلّ منكرّ.
فيها إشارات تاريخية واكتشافات أثريّة قديمة، ففي جنوبي البلدة آثار صخريّة تدعى “شقفين حسوّنة” فيها نواويس ومعاصر للعنب. وفي أرضها أطلال بيوت تراثيّة. ويشير أبناء البلدة إلى وجود موقع أثريّ بينها وبين جارتها عربصاليم فيه آثار ونواويس وجرار ومقابر مدفنيّة تسمّى “الدّريدّية”. وفي حدودها الجنوبيّة أكثر من مطحنة قديمة ملاصقة لمجرى نهر الزّهراني.
تتوافر المياه من عيون ثلاث: الضّيعة (عين الفوقا) والسّفلي والتّينة، “الضيعة” أهمّها من حيث الغزارة وشكّلت نقطة تلاق وارتواء قديماً وحديثاً، وتميّزت البلدة بزراعة التّين الذي كانت تصدّره لمناطق الجوار وأسواقها، وتنتشر فيها اليوم كروم الزّيتون.
ويقول الأهالي أن البلدة عاصرت التعليم منذ العام 1925.